# Arminio (Haendel)
Pour les articles homonymes, voir Arminio.

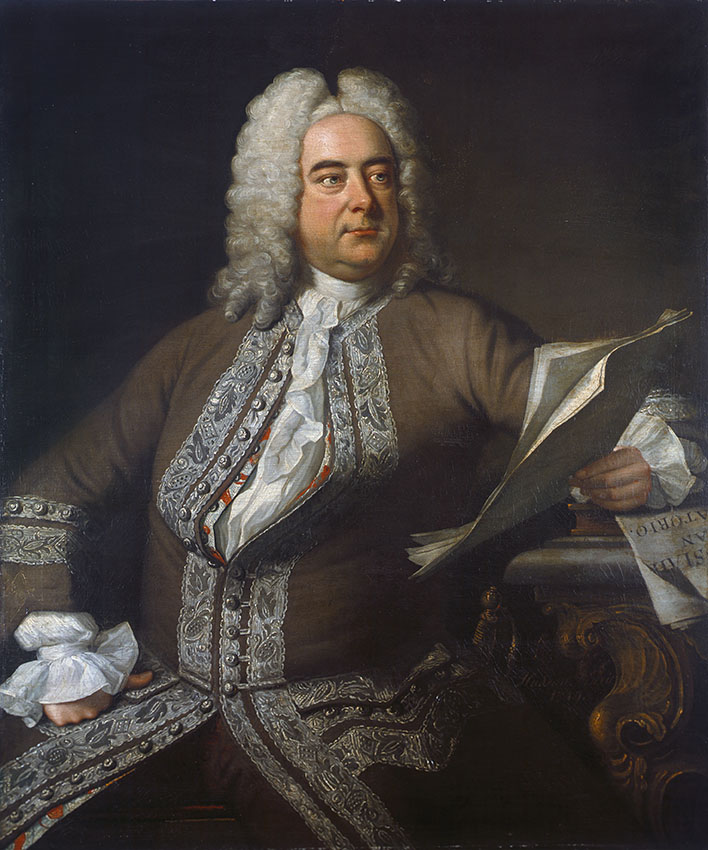
Georg Friedrich Haendel

Arminio (HWV 36) est un opéra en trois actes de Georg Friedrich Haendel, créé à Londres le 12 janvier 1737.
Le livret est adapté d'Antonio Salvi, par un librettiste non identifié (le livret de Salvi avait été mis en musique par Alessandro Scarlatti et présenté à la Villa Medicea de Pratolino, en septembre 1703). 
L'argument est fondé sur l'histoire d'Arminius (Hermann le Chérusque), chef germanique connu pour avoir anéanti trois légions romaines au cours de la bataille de Teutobourg, une des plus cuisantes défaites infligées aux Romains.

## Rôles
| Rôle       | Voix            | Première, le 12 janvier 1737     |
| ---------- | --------------- | -------------------------------- |
| Arminio    | alto castrat    | Domenico Annibali                |
| Tusnelda   | soprano         | Anna Maria Strada del Pò         |
| Sigismondo | soprano castrat | Gioacchino Conti alias Gizziello |
| Ramise     | alto            | Francesca Bertolli               |
| Segeste    | basse           | Henry Reinhold                   |
| Varo       | ténor           | John Beard                       |
| Tullio     | alto            | Maria Caterina Negri             |

## Discographie
- Arminio - Vivica Genaux, Geraldine McGreevy, Dominique Labelle, Manuela Custer, Luigi Petroni, Sytse Buwalda, Riccardo Ristori - Il Complesso Barocco dir. Alan Curtis - 2 CD EMI Records (2009)